# 馬塘坳

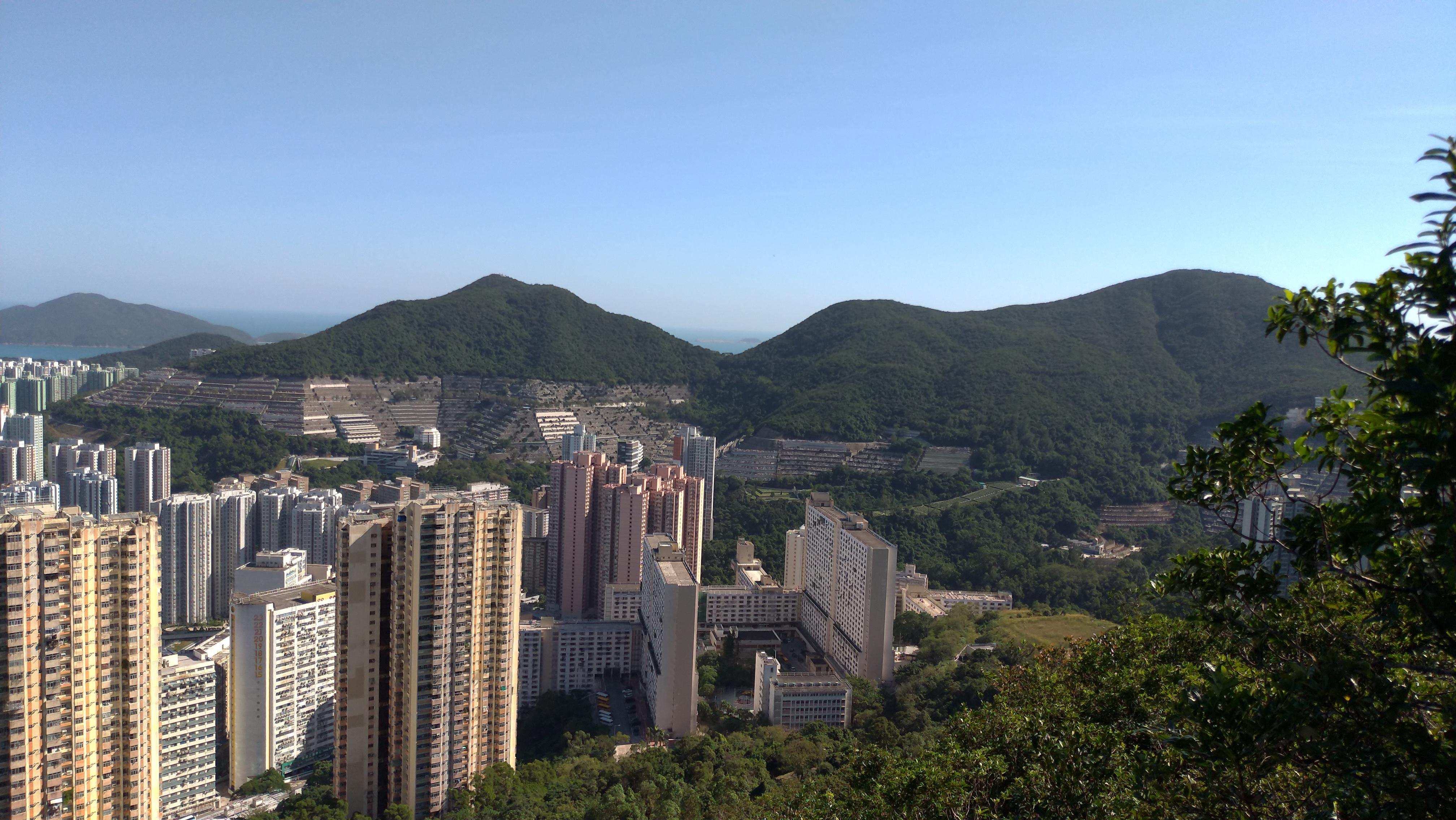
從柏架山望向馬塘坳，圖中央在兩座山之間的凹位即爲馬塘坳，在左邊的是砵甸乍山，在右邊的是歌連臣山

馬塘坳（英文：Pottinger Gap）是香港一個山坳，位於香港島東部，歌連臣山與砵甸乍山之間，位處海拔約180米之處，英文名稱以首任香港總督砵甸乍命名。港島徑第八段途經該山坳，山坳上建有一座涼亭。此處是港島徑第八段的末段，沿港島徑向南行可到達位於大浪灣的港島徑起訖點；該處也是砵甸乍山郊遊徑的起點，可往東走到小西灣對上的山腰；該山坳之北亦有小路接駁到柴灣華人永遠墳場，再經環翠邨旁的連城道前往柴灣地鐵站。